# Sociatief
Sociatief is een archaïsche naamval in het Hongaars, die de persoon kan uitdrukken in wiens gezelschap een handeling wordt uitgevoerd, of de eigendommen van mensen die samen met hun eigenaar deelnemen aan een handeling. Het wordt aangegeven met de uitgangen -stul en -stül, waar de keuze afhangt van de regels van de Hongaarse klinkerharmonie.

## Gebruik
Deze casus is archaïsch en in modern Hongaars wordt tegenwoordig in plaats daarvan meestal de instrumentalis-comitatief naamval gebruikt.
Het kan ook in het moderne Hongaars worden gebruikt om een lichte negatieve toon uit te drukken. De sociatief wordt dan gebruikt om een lichte pejoratieve toon tegen een persoon uit te drukken.
Voorbeelden:
- Karácsonykor egy fillér nélkül, kölyköstül állított be az anyósához → "Zonder een cent belandde ze met Kerstmis in het huis van haar schoonmoeder met haar kinderen"
Het gebruik van de sociatief kölyköstül ("met haar kinderen") duidt op minachting van de spreker.

De naamval komt ook voor in enkele veelgebruikte uitdrukkingen, die de algemene veroudering van de sociatief hebben overleefd:
- Ruhástul ugrott a medencébe → "Hij sprong in het zwembad met zijn kleren aan"
- A fenevad szőröstül-bőröstül felfalta a védtelen kis nyuszit → "Het monster verslond het hulpeloze, kleine konijn met huid en haar"